# Секст Дигитий
Секст Диги́тий (лат. Sextus Digitius; умер после 172 года до н. э.) — римский политический деятель и военачальник, претор 194 года до н. э. Согласно одной из версий, начал свою карьеру в армии Публия Корнелия Сципиона (впоследствии Африканского) во время Второй Пунической войны. Во время претуры управлял Ближней Испанией, неудачно воевал с местными племенами.

## Биография
Секст Дигитий был человеком низкого происхождения, возможно, даже не гражданином Рима по рождению. В 210 году до н. э. в качестве рядового моряка во флоте Гая Лелия он участвовал в походе Публия Корнелия Сципиона (впоследствии Африканского) на Новый Карфаген в Испании в рамках Второй Пунической войны. Город был взят штурмом с двух сторон — с моря и с суши, и среди моряков именно Дигитий оказался первым, кто взошёл на стену и мог претендовать на corona muralis («стенной венок»). Его соперником из числа легионеров оказался центурион Квинт Требеллий. После безуспешных попыток выяснить, кто из этих двоих взошёл на стену раньше, Сципион наградил венками обоих, объявив, что они совершили свои подвиги одновременно. Возможно, ещё одной наградой для Секста стало римское гражданство.
В следующий раз имя Секста Дигития появляется в источниках в связи с событиями 194 года до н. э. Фридрих Мюнцер полагает, что речь идёт уже о сыне покорителя Нового Карфагена; по мнению Натальи Трухиной и Татьяны Бобровниковой, это всё тот же Секст Дигитий, который смог благодаря поддержке Сципиона сделать политическую карьеру — стать претором. По результатам жеребьёвки ему выпало управлять недавно образованной провинцией Ближняя Испания, включавшей Новый Карфаген. Местные племена восстали, и наместник, по словам Тита Ливия, вёл с ними бои «скорее многочисленные, чем достойные быть упомянутыми». Его армия, не одержав ни одной победы, уменьшилась вдвое и потеряла боевой дух. Орозий рассказывает об этом с риторическими преувеличениями: по его словам, Дигитий (которого он по ошибке называет Публием) «потерял почти всё войско».
В 190 году до н. э. Дигитий был легатом в армии Луция Корнелия Сципиона (впоследствии Азиатского), получившего командование в войне с Антиохом. Совместно с Луцием Апустием Фуллоном и Гаем Фабрицием Лусцином он собрал в Брундизии флот, который должен был переправить римское войско на Балканы. В 174 году до н. э. Дигитий был в составе посольства, направленного в Македонию из-за появившейся информации о союзе царя Персея с Карфагеном; его товарищами по этой миссии стали Гай Лелий и Марк Валерий Мессала.
Последнее упоминание о Сексте Дигитии относится к 172 году до н. э. Тогда сенат направил его в Апулию и Калабрию закупать хлеб для армии и флота накануне Третьей Македонской войны. Вместе с Секстом это поручение выполняли Марк Цецилий и Тит Ювентий Тална.
У Тита Ливия упоминается ещё один Секст Дигитий, военный трибун, участвовавший в Третьей Македонской войне в 170 году до н. э. Фридрих Мюнцер предположил, что это сын Дигития-претора.